# Badstüberstraße 15 (Stralsund)
Das Haus mit der postalischen Adresse Badstüberstraße 15 ist ein unter Denkmalschutz stehendes Gebäude in der Badstüberstraße in Stralsund.
Das zweigeschossige, dreiachsige Traufenhaus wurde in der zweiten Hälfte des 18. Jahrhunderts errichtet.
Die Fassade ist verputzt. Mittig angeordnet ist ein Portal mit Korbbogen, die Haustür ist klassizistisch gestaltet.
Das Haus liegt im Kerngebiet des von der UNESCO als Weltkulturerbe anerkannten Stadtgebietes des Kulturgutes „Historische Altstädte Stralsund und Wismar“. In die Liste der Baudenkmale in Stralsund ist es mit der Nummer 80 eingetragen.